# 307 (عدد)
307 هو عدد صحيح، يلي العدد 306 وويسبق العدد 308.

## في الرياضيات

### خصائص
- عدد طبيعي.[3]
- عدد فردي.[4][5]
- عدد موجب،[6] السالب منه هو -307.[7]

## في التاريخ
- 307 هـ هي سنة في التقويم الهجري.
- هي سنة 307 م في التقويم الميلادي.

## وصلات خارجية
الأعداد الصاتمة، ديوان اللغة العربية.
1. تحويل 300 (عدد)#قائمة الأرقام 300 إلى 399